# Talar Marii Teresy

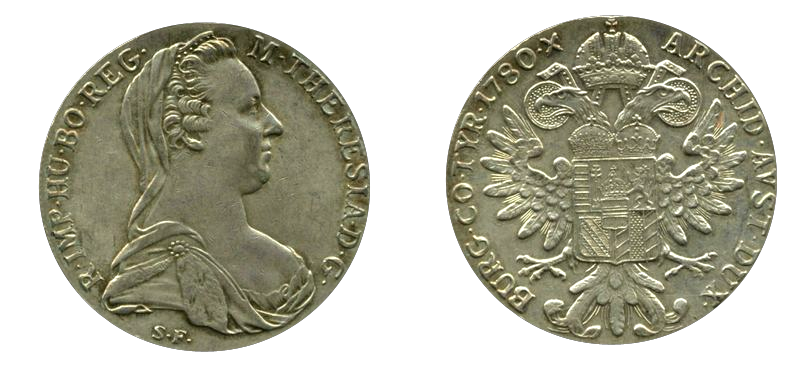
Talar Marii Teresy (z produkcji współczesnej)

Talar Marii Teresy (niem. Maria-Theresien-Taler) –  najsłynniejsza srebrna moneta świata, emitowana od roku 1741 do dziś (jako moneta bulionowa). Nazwa pochodzi od Marii Teresy Habsburg, królowej Czech, Węgier, cesarzowej Świętego Cesarstwa Rzymskiego.

## Opis monety
Emitowane od roku 1780 monety zawsze mają podaną na nich tę datę (rok śmierci cesarzowej). Średnica monety – 39,5 mm, grubość – 2,5 mm, waga wynosi 28,0668 grama przy zawartości 23,3890 grama (0,752 uncji jubilerskiej = troy) czystego srebra.
Na awersie talar nosi portretowe popiersie cesarzowej wraz z legendą "M. THERESIA D. G. R. IMP. HU. BO. REG.", a rewersie – herb imperium Habsburgów (dwugłowy orzeł z herbami i koronami) otoczony inskrypcją "ARCHID. AVST. DUX BURG. CO. TYR. 1780 X." Są to skróty  łacińskiego zapisu: Maria Theresia, Dei Gratia Romanorum Imperatrix, Hungariae Bohemiaeque Regina, Archidux Austriae, Dux Burgundiae, Comes Tyrolis. 1780 X. (Maria Teresa, z Bożej Łaski Cesarzowa Rzymska, Królowa Węgier i Czech, Arcyksiężna Austrii, Księżna Burgundii, Hrabina Tyrolu).  Znak "X" to krzyż świętego Andrzeja. Inicjały  "S.F." poniżej popiersia odnoszą się do nazwisk dwóch ówczesnych urzędników mennicy Günzburg: Tobiasa Schoebla (S) oraz Josepha Faby (F). Na obrzeżu umieszczono inskrypcję "IUSTITIA ET CLEMENTIA" (łac. sprawiedliwość i przebaczenie) – motto rządów Marii Teresy.

## Emisja
W latach 1751–2000 wybito ok. 389 milionów egzemplarzy tej monety. Wytwarzano ją przede wszystkim w mennicach Cesarstwa Habsburgów (potem Austro-Węgier): Bruksela, Hall in Tirol, Günzburg, Karlsburg, Kremnica (Kremnitz), Mediolan, Praga, Utrecht oraz w Wiedniu (po zamknięciu w 1805 mennicy w Günzburgu); później również za granicą: w Birmingham, Bombaju, Londynie, Paryżu, Rzymie, Wenecji. Do 31 października 1858 r. była ona legalnym środkiem płatniczym w Cesarstwie; dzięki patentowi (dekretowi) cesarskiemu z r. 1757 i aktualnie obowiązującym przepisom Republiki Austrii wytwarzana jest dotychczas w Wiedniu przez Münze Österreich AG jako moneta handlowa i w charakterze pamiątki. Poza Austrią talar Marii Teresy najdłużej był wytwarzany w Wielkiej Brytanii, gdzie w lutym 1962 roku wyrażono formalną zgodę na zaprzestanie tej produkcji w wyniku zabiegów dyplomatycznych Austrii.

## Obieg
Zasięg i długotrwałość obiegu tej XVIII-wiecznej monety nie znajduje odpowiednika w światowej historii pieniądza. Od powstania miała ona istotne znaczenie w handlu Cesarstwa z krajami Lewantu (płd. część Turcji, Syria, Liban) i w ten sposób stała się najbardziej znaną i najwiarygodniejszą monetą w świecie arabskim. Dla sprostania popytowi cesarz Józef II Habsburg wydał dekret zezwalający na dalszą emisję talara swej matki z wykorzystaniem ostatnich stempli z mennicy w Günzburgu. Dzięki temu zaczął pełnić on rolę nieoficjalnej waluty w wielu krajach Afryki Północnej i Bliskiego Wschodu, gdzie w odróżnieniu od amerykańskiego nazywano go "dolarem lewantyńskim". Do 1900 r. uznawany był w całym imperium tureckim i w Afryce aż po Niger i Madagaskar, a na zachodzie – aż po Azory ; na wschodzie jego rozpowszechnienie w handlu sięgało do Jawy (Indonezja). Do 1930 r. pełnił rolę oficjalnego środka płatniczego w handlu (zwłaszcza na bazarach) w Dżedda, Adenie, Omanie, Izmirze i Stambule, do 1945 r. – w Etiopii. Jeszcze w 1980 r. miał ustalony kurs w Jemenie (równowartość 200 szylingów austriackich). W XXI w. kontrasygnowana moneta nadal pozostaje w obiegu w Indonezji i na niektórych obszarach świata arabskiego.